# Instituto Tecnológico de la Producción
El Instituto Tecnológico de la Producción (ITP red CITE) es un organismo público técnico especializado, adscrito al Ministerio de la Producción del Perú.
Contribuye a mejorar la productividad, la calidad y la rentabilidad de las empresas a través de la investigación, el desarrollo, la innovación, la adaptación, la transformación y la transferencia tecnológica ambientalmente sostenibles, en coordinación con entidades de soporte productivo y del ecosistema de ciencia, tecnología e innovación.
Garantiza el cumplimiento de normas técnicas, buenas prácticas y estándares de calidad a través de los Centros de Innovación Productiva y Transferencia Tecnológica – CITE en las siguientes cadenas productivas: agroindustria, pesquero – acuícola, forestal – madera, indumentaria (cuero – calzado y textil – confecciones), energía, materiales y minería, marketing y logística e industrias creativas.

### Red CITE
Los Centros de Innovación Productiva y Transferencia Tecnológica (CITE) promueven la innovación e impulsan el uso de nuevas tecnologías entre los productores, empresas, asociaciones y cooperativas.
Cada CITE es un punto de encuentro entre el Estado, la academia y el sector privado que se articula con el resto de elementos del sistema de innovación.

Todos los CITE están adscritos al Instituto Tecnológico de la Producción y constituyen su brazo ejecutor del ITP en el impulso de la innovación tecnológica, el fomento de la investigación aplicada, la especialización, la transferencia tecnológica y la difusión de conocimientos tecnológicos en cada cadena productiva.

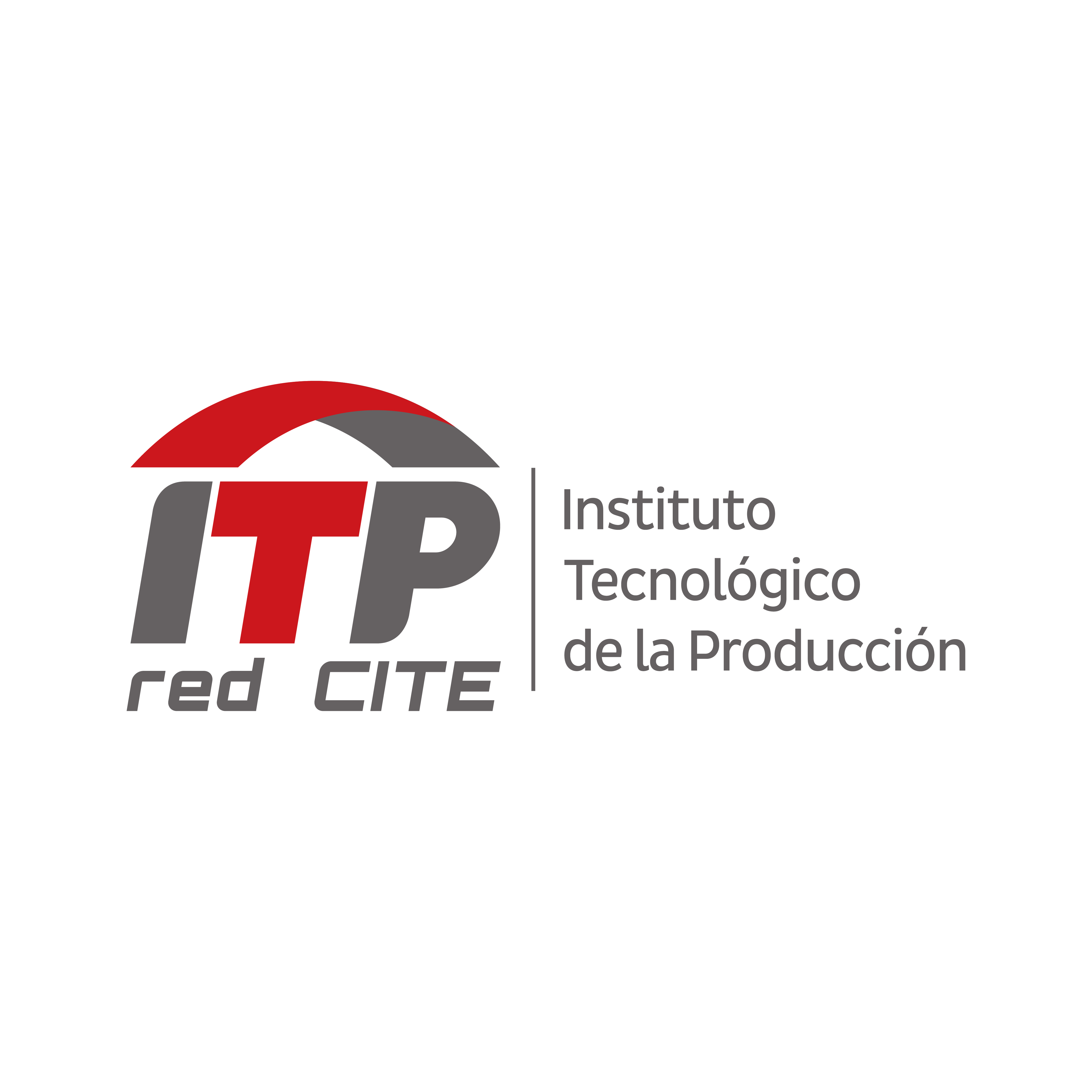
Logo de Instituto Tecnológico de la Producción - ITP red CITE